# Abháziai forgalmi rendszámok

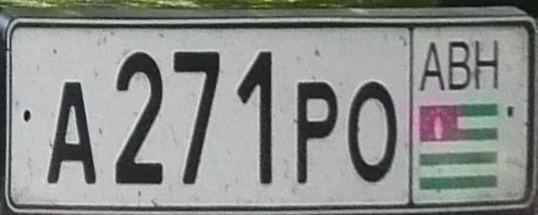
Abház rendszámtábla

Az abház forgalmi rendszámok az orosz forgalmi rendszámok rendszerén alapulnak, leszámítva azt, hogy nem szerepel rajtuk régiókód, és hiányzik a RUS felirat is, helyette az abház zászló és az ABH felirat látható a jobb oldalon.
A rendszámon egy betű után három szám következik, majd két újabb betű. Az orosz rendszámokhoz hasonlóan csak azokat a cirill betűket használják, melyek latin betűként is használatosak (azaz: А, В, Е, К, М, Н, О, Р, С, Т, У, Х). 